# Carex repens
Carex repens är en halvgräsart som beskrevs av Carlo Antonio Lodovico Bellardi. Carex repens ingår i släktet starrar, och familjen halvgräs. Inga underarter finns listade i Catalogue of Life.